# Francesco Morlacchi
Francesco Morlacchi (Perugia, 14 de junio de 1784 - Innsbruck, 28 de octubre de 1841) fue un compositor italiano, autor de más de veinte óperas. Durante los muchos años que él pasó como Kapellmeister real en Dresde, fue decisivo a la hora de popularizar el estilo italiano de la ópera.

## Biografía
Francesco Giuseppe Baldassarre Morlacchi nació el 14 de julio de 1784 en Perugia, en el seno de una familia de tradición musical, ya que su padre tocaba el violín tanto en la catedral como en los teatros de la ciudad. Fie él quien le dio sus primeras lecciones musicales; más tarde, continuó sus estudios con su tío, Giovanni Mazzetti, organista de la Catedral de Perugia y con Luigi Caruso, maestro de capilla de la catedral y director de la escuela de música local. De esa época (1802) datan sus primeras composiciones. En 1803 se traslada a  Loreto con la intención de estudiar con Zingarelli, pero, decepcionado, se traslada al año siguiente a Bolonia, donde estudia con Stanislao Mattei en el Liceo Filarmonico, donde conoció a Gioacchino Rossini. Se gradúa de dicha institución con la cantata "Il tempio della gloria", compuesta con motivo de la coronación de Napoleón Bonaparte como Rey de Italia y estrenada el 26 de mayo de 1805.
Las primeras obras operísticas fueron escritas en 1807, y eran una farce y una ópera cómica. Su primera obra teatral verdaderamente efectiva fue la ópera seria Corradino (Parma, 1808), y llevó a encargos de teatros de ópera en Roma y Milán. El estreno de su ópera "Le danaidi" llamó la atención en Sajonia, y gracias también a la ayuda de la contralto Marietta Marcolini (emparentada con el Conde Camilo Marcolini, ministro en la corte de Sajonia), quien había estrenado su cantata "Saffo in Leucade" y la ópera "Le avventure di una giornata" en Milán, es nombrado Kapellmeister de la Ópera italiana en Dresde, primero como asistente de Joseph Schuster y, desde 1811, como titular a modo vitalicio. Mientras estaba en Dresde, tuvo que trabajar para establecerse a ojos de la crítica. Para entonces, la ópera alemana estaba bien establecida, y Morlacchi y sus composiciones parecían representar el orden antiguo, tanto a nivel musical como social. La primera ópera de Morlacchi en Dresde es "Raoul di Crequy", una ópera seria en la que trata de combinar los estilos italiano y alemán, pero el resto de óperas que compuso en Dresde fueron óperas bufas de estilo dieciochesco. Morlacchi musicó Il barbiere di Siviglia el mismo año que Rossini presentó su El barbero de Sevilla. La de Morlacchi seguía el libreto de Giuseppe Petrosellini, más antiguo, mientras que la de Rossini se basaba en el libreto más moderno de Cesare Sterbini. 
Su cargo como maestro de capilla en Dresde le permitía poder seguir viajando a Italia y componiendo para teatros de la península; a diferencia de las que compone para Dresde, las italianas suelen ser óperas serias. Una de las obras más exitosas de entre estas fue Tebaldo e Isolina (La Fenice, Venecia, 1822). Giovanni Battista Velluti estrenó la obra, y se apropió del papel. La ópera fue interpretada en cuarenta ciudades a lo largo de la década siguiente, ampliamente gracias a la muy hábil interpretación de Velluti.
El arquitecto Gottlob Friedrich Thormeyer pintó su retrato en 1829.
Su labor como maestro de capilla en Dresde incluía la dirección orquestal de las óperas que se representaban en el teatro italiano, así como de obras corales tales como la "Pasión según San Mateo" de Bach o "El Mesías" de Händel, además de la composición de obras religiosas y cantatas para celebrar diversos acontecimientos de la corte. Una de esta sobras fue la Messa da Requiem que compuso para los funerales del rey Federico Augusto I de Sajonia y que fue interpretada en la Catedral de Dresde el 12 de mayo de 1827.
Gravemente enfermo, quiso realizar un último viaje a Italia, pero murió de camino, en Innsbruck, el 28 de octubre de 1841. Su funeral, en el que se interpretó el Requiem que había compuesto en 1827, tuvo lugar el 14 de enero de 1842 en la Catedral de Perugia, en la que fue enterrado. 
Tanto el Teatro Verzaro como Conservatorio de música de su Perugia natal fueron renombrados con su nombre. 

## Obras
Óperas
| Título                                                       | Libretista                | Fecha de estreno         | Ciudad, Teatro                       | Notas                                                                  |
| ------------------------------------------------------------ | ------------------------- | ------------------------ | ------------------------------------ | ---------------------------------------------------------------------- |
| Il poeta disperato                                           | Antonio Simone Sografi?   | 22? de febrero de 1807   | Florencia, Teatro della Pergola      |                                                                        |
| Il ritratto, o sia La forza dell'astrazione                  | Luigi Romanelli           | verano de 1807           | Verona, Teatro Filarmonico           |                                                                        |
| Corradino                                                    | Antonio Simone Sografi    | 27 de febrero de 1808    | Parma, Teatro Imperiale              |                                                                        |
| Enone e Paride                                               |                           | octubre de 1808          | Livorno, Teatro degli Avvalorati     |                                                                        |
| Oreste                                                       | Leonardo Bottoni          | 26 de diciembre de 1808  | Parma, Teatro Imperiale              |                                                                        |
| La principessa per ripiego                                   | Jacopo Ferretti           | 15 de abril de 1809      | Roma, Teatro Valle                   |                                                                        |
| Il Simoncino                                                 |                           | Junio de 1809            | Roma, Teatro Valle                   |                                                                        |
| Rinaldo d'Asti, ossia Il tutore deluso                       | Giuseppe Rossena          | verano de 1809           | Parma, Teatro Filo-Musico-Drammatico |                                                                        |
| Le avventure d'una giornata                                  | Luigi Romanelli           | 26 de septiembre de 1809 | Milán, Teatro de La Scala            |                                                                        |
| Le danaidi                                                   | Stefano Scatizzi          | 11 de febrero de 1810    | Roma, Teatro Argentina               |                                                                        |
| Raoul di Crequy                                              | Niccolò Perotti           | 2 de mayo de 1811        | Dresde, Hoftheater                   |                                                                        |
| La capricciosa pentita                                       | Luigi Romanelli           | 10 de enero de 1816      | Dresde, Hoftheater                   |                                                                        |
| Il barbiere di Siviglia                                      | Giuseppe Petrosellini     | 27 de abril de 1816      | Dresde, Hoftheater                   |                                                                        |
| La semplicetta di Pirna                                      | Giuseppe Maria Foppa      | 9 de septiembre de 1817  | Dresde, Hoftheater                   |                                                                        |
| Boadicea                                                     | Giovanni Battista Bordese | 13 de enero de 1818      | Nápoles, Teatro San Carlo            |                                                                        |
| Gianni di Parigi                                             | Felice Romani             | 29 de mayo de 1818       | Milán, Teatro de La Scala            |                                                                        |
| Donna Aurora, ossia Il romanzo all'improvviso                | Felice Romani             | 2 de octubre de 1821     | Milán, Teatro de La Scala            |                                                                        |
| Tebaldo e Isolina                                            | Gaetano Rossi             | 4 de febrero de 1822     | Venecia, Teatro La Fenice            | Revisión: Dresde, Hoftheater, 5 de marzo de 1825                       |
| La gioventù di Enrico V                                      | Felice Romani             | 18 de septiembre de 1823 | Pillnitz (Dresde), Palacio           |                                                                        |
| Ilda d'Avenel                                                | Gaetano Rossi             | 20 de enero de 1824      | Venecia, Teatro La Fenice            |                                                                        |
| I saraceni in Sicilia, ovvero Eufemio di Messina             | Felice Romani             | 28 de febrero de 1828    | Venecia, Teatro La Fenice            | Con el título de Il rinnegato: Dresde, Hoftheater, 10 de marzo de 1832 |
| Colombo                                                      | Felice Romani             | 21 de junio de 1828      | Génova, Teatro Carlo Felice          |                                                                        |
| Don Desiderio, ovvero Il disperato per eccesso di buon cuore | Bartolomeo Merelli        | otoño de 1829            | Dresde, Hoftheater                   |                                                                        |
| Francesca da Rimini                                          | Felice Romani             |                          |                                      | inacabada                                                              |
| Laurina alla corte                                           |                           |                          |                                      | inacabada                                                              |

Aunque a veces se le atribuye, Francesco Morlacchi no compuso, "El pastor suizo."  "El pastor suizo" fue escrito por el flautista italiano Pietro Morlacchi (1828-1868).
Música sacra
- La passione di Gesù Cristo, oratorio, 1812, una de las últimas musicaciones del libreto de Pietro Metastasio de 1730.
- Isacco figura del redentore, oratorio, texto de Pietro Metastasio, 1817
- La morte di Abele, oratorio, texto de Pietro Metastasio, 1821
- Messa da Requiem, 1827[10]